# Дударин, Олег Иванович
Олег Иванович Дударин (род. 7 августа 1945) — советский футболист, советский и российский тренер, российский футбольный функционер.
Играл в третьем эшелоне первенства СССР за команды «Энергия» Волжский (1964, 1968—1969) и «Динамо» Ставрополь (1970). В волжской команде работал тренером (1976—1978), главным тренером (1988—1994), президентом (2002), заместителем директора по безопасности (2007), техническим директором (2008—2010). Добился с волжским «Торпедо» наивысших достижений в истории клуба — четвёртого места в зоне «Центр» первой лиги 1992 года и 1/4 финала в Кубке России 1992/93.
Внук Кирилл (род. 2006) также футболист.